# Ludwig Pollak

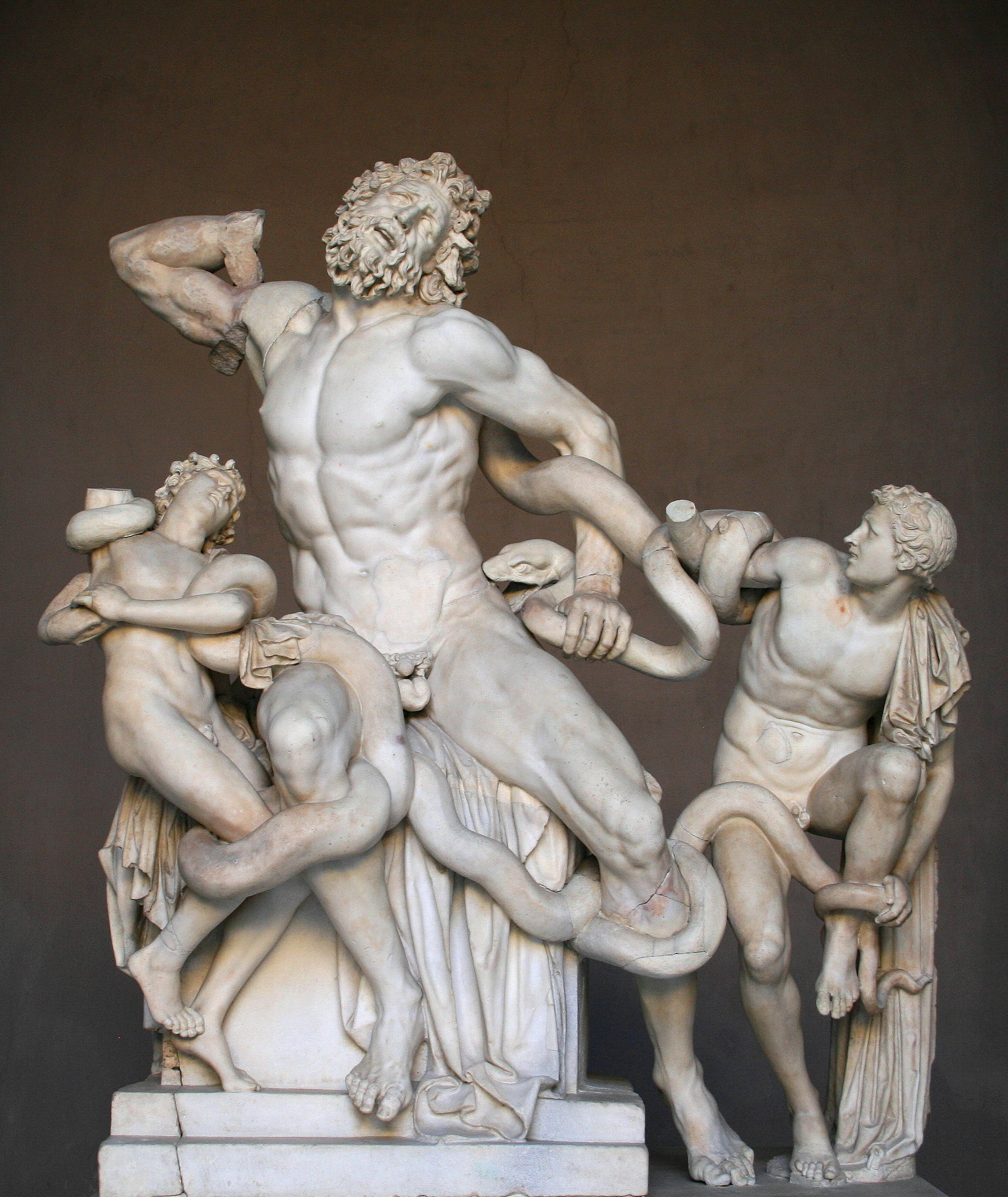
Laokoon-Gruppe im Vatikanischen Museum mit dem von Pollak entdeckten angepassten rechten Arm

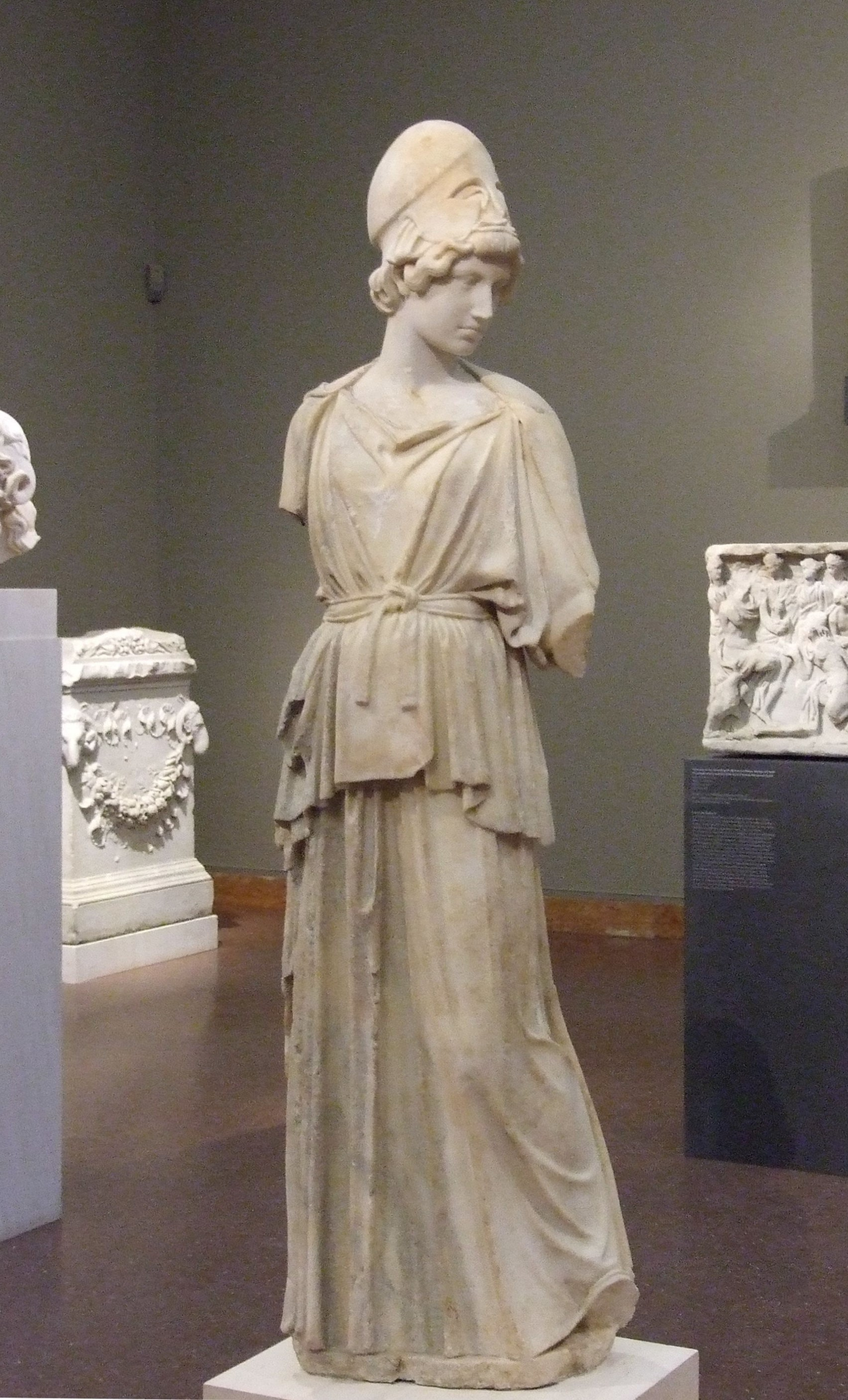
Frankfurter Athena

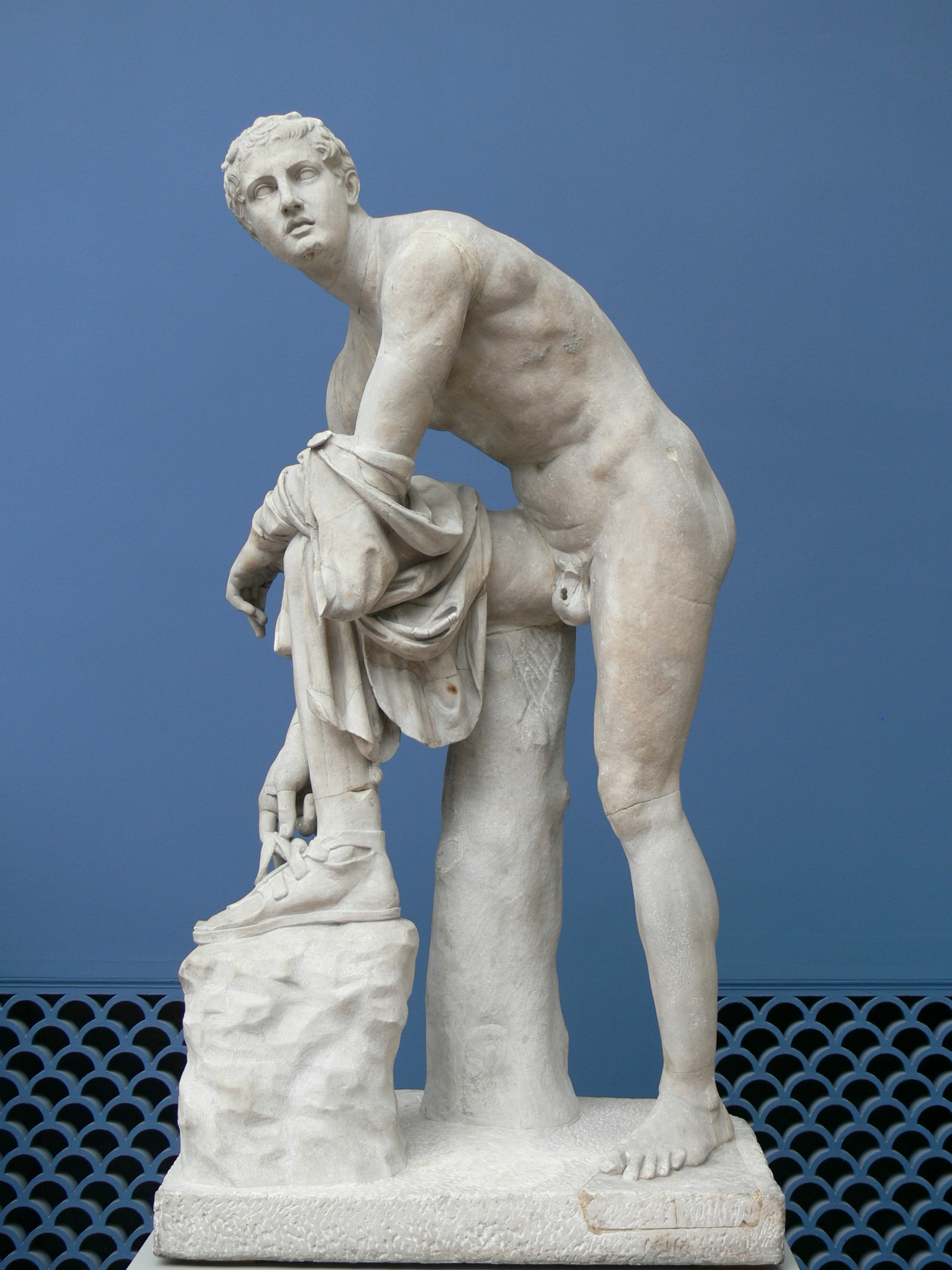
Kopenhagener Hermes

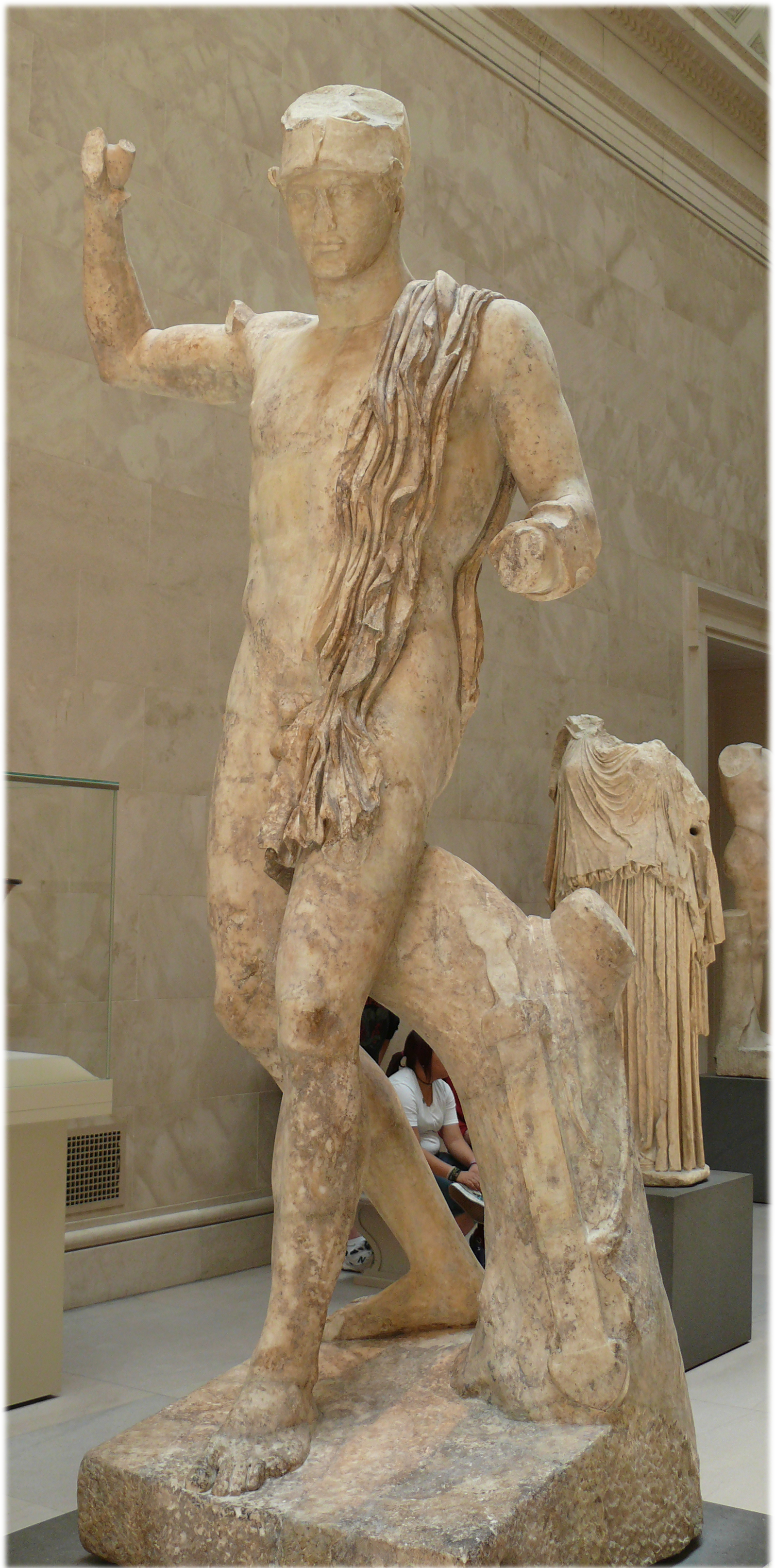
New Yorker Krieger

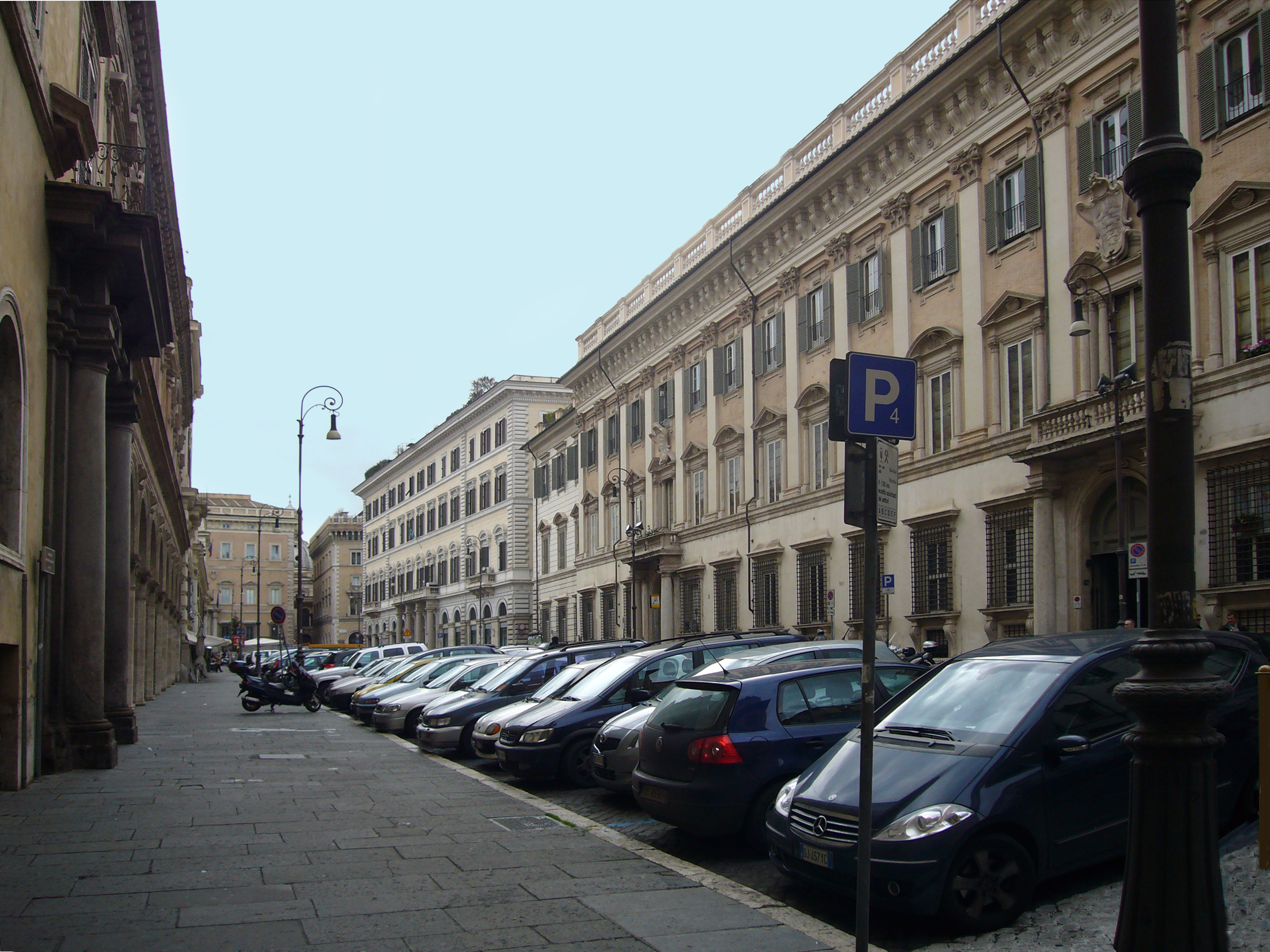
Pollaks Wohnung im Obergeschoss des Palazzo Odescalchi in Rom

Ludwig Pollak (geboren 14. September 1868 in Prag, Österreich-Ungarn; gestorben 1943 im Konzentrationslager Auschwitz) war ein österreichisch-tschechoslowakischer Klassischer Archäologe und Kunsthändler, der in Rom lebte.

## Leben
Ludwig Pollak wuchs am Ziegenplatz in der Prager Josefstadt auf. Er studierte ab 1888 an der deutschsprachigen Karl-Ferdinands-Universität in Prag zunächst Jura, ab Anfang 1889 Klassische Archäologie und Kunstgeschichte bei Wilhelm Klein und ab 1891 an der Universität Wien bei Otto Benndorf und Eugen Bormann. Am 20. Mai 1893 wurde er zum Dr. phil. promoviert. In der Autografensammlung von Fritz Donebauer machte er 1890 erste Berufserfahrungen und sortierte dessen gesammelte Autografen des Musikers Johann Wenzel Tomaschek. Als Lohn erhielt er sein erstes Goethe-Autograf, später besaß er eine Sammlung von 40 Autografen und zwei Haarlocken Goethes. 1893/94 unternahm er als österreichischer Staatsstipendiat Reisen nach Griechenland und Italien. Im Februar 1895 ließ er sich als Privatgelehrter und Kunsthändler im Rom nieder. 1898 wurde er korrespondierendes Mitglied des Deutschen Archäologischen Instituts, 1901 des Österreichischen Archäologischen Instituts. 1900 bereiste er Ägypten, Syrien und Kleinasien. Er heiratete 1902 Margarete von Bronneck (1878–1915), mit der er die Kinder Wolfgang (* 1902), Angelina (* 1905) und Susanne (* 1910) bekam. In zweiter Ehe war er ab 1921 mit Julia Süßmann verheiratet. Ab 1903 wohnte er im Palazzo Bacchettoni (Via del Tritone 183), ab 1927 im Palazzo Odescalchi (Piazza SS. Apostoli 77).
Im Jahr 1904 wurde er Ehren-Kustos des neu errichteten römischen Antikenmuseums Museo Barracco. In Rom identifizierte Pollak 1905 im Marmorvorrat einer Steinmetzwerkstatt den fehlenden rechten Arm des Laokoon – der endgültige Nachweis gelang allerdings erst postum im Jahr 1957. Pollak wurde dafür zum Commendatore des päpstlichen Gregoriusordens ernannt. Durch Pollaks Kunsthändlertätigkeit ging u. a. die römische Kopie der Athena des Myron an das Liebieghaus in Frankfurt, eine Hermes-Statue an die Ny Carlsberg Glyptotek in Kopenhagen und ein Vulneratus deficiens (verwundeter Krieger) an das Metropolitan Museum of Art in New York.
Während des Ersten Weltkriegs musste Pollak Italien im Mai 1915 verlassen und kehrte im Mai 1919 wieder zurück. Er wurde nach dem Ende der Habsburgermonarchie tschechoslowakischer Staatsbürger. 1934 benannte das nationalsozialistische Deutsche Reich aus antisemitischen Gründen die Bibliotheca Hertziana um. Leo Bruhns wurde ihr regimetreuer Direktor, der Pollak ab 1935 den Zutritt verwehrte. Pollak antwortete mit einer Würdigung der jüdischen Stiftungen in Rom und des Mäzenatentums der Henriette Hertz, während Bernard Berenson die deutschtümelnde Naivität der Hertz kritisierte.
Bei der Verhaftung der römischen Juden am 16. Oktober 1943 wurde auch Ludwig Pollak mit seiner ganzen Familie festgenommen. Obwohl ihm durch Vermittlung von Seiten deutscher Freunde vom Vatikan eine Zuflucht angeboten wurde, lehnte er diese ab, da er das Schicksal seines Volkes auf sich nehmen wollte. Pollaks Verbleib und der seiner Familie nach der Deportation der römischen Juden ist nicht bekannt. Der Eisenbahnzug verließ Rom-Tiburtina am 18. Oktober, am 23. Oktober wurden 184 Arbeitsfähige vom KZ-Arzt Josef Mengele im KZ Auschwitz selektiert, die anderen 839 Personen wurden sofort vergast.
Pollaks Nachlass, darunter Kunstgegenstände, 2000 Bücher und die Autografensammlung, wurde von seiner Schwägerin Margarete Süssmann Nicod († 1966) 1951 und 1958 der Stadt Rom gestiftet und wird heute in der Bibliothek des Museo Barracco verwahrt.
Am 20. Januar 2022 wurden vor dem Palazzo Odescalchi in Rom, Pollaks letzter Wohnstätte in Rom (Piazza SS. Apostoli 81) vier Stolpersteine für Ludwig Pollak, seine Frau Julia und seine beiden erwachsenen Kinder Wolfgang und Susanna verlegt.

## Schriften (Auswahl)
- Zwei Vasen aus der Werkstatt Hierons. Hiersemann, Leipzig 1900
- Klassisch-antike Goldschmiedearbeiten im Besitze Sr. Excellenz A. J. von Nelidow. Hiersemann, Leipzig 1903
- Joseph von Kopf als Sammler, Beschreibung der von ihm hinterlassenen Sammlung. Loescher, Rom 1905
- Der rechte Arm des Laokoon. In: Römische Mitteilungen 20, 1905, S. 277–282
- Corrado Ricci: Geschichte der Kunst in Nord-Italien. Deutsche Uebers. von Ludwig Pollak. Hoffmann, Stuttgart 1911
- Pièces de choix de la collection du Comte Grégoire Stroganoff à Rome. 1. Les antiques, Unione Editrice, Rom 1912.
- Augusto Jandolo: Goethe in Rom. Vier Episoden aus dem Leben des Grossen.  In's Deutsche übertr. von Ludwig Pollak. Modes, Rom 1914
- Oggetti d'arte antichi egiziani, etruschi, greci e romani. Smalti, terrecotte, vetri, ori, argenti, ambre, pietre incise e bronzi ; la vendita avra' luogo all'Excelsior-Hôtel Roma, dal 26 al 28 marzo 1923. Rom 1923 (Sammlung Arturo de Sanctis)
- In memoria di Giovanni Barracco (28 apr. 1829 – 14 gen. 1914) nel centario della sua nascita. Governatoria di Roma, Rom 1929
- Mars Ultor. In: Jahreshefte des Österreichischen Archäologischen Institutes 26, 1930, S. 136–143
- Zum hundertsten Todestage Goethes. Argentieri, Spoleto 1932. Privatdruck, auch in einer italienischen Ausgabe.
- Römische Memoiren. Künstler, Kunstliebhaber und Gelehrte 1893–1943, hrsg. von Margarete Merkel Guldan. „L'Erma“ di Bretschneider, Rom 1994
- Versteigerungskataloge der Sammlungen: Woodyatt; Sarti; Barsanti;Stolperstein für Ludwig Pollak

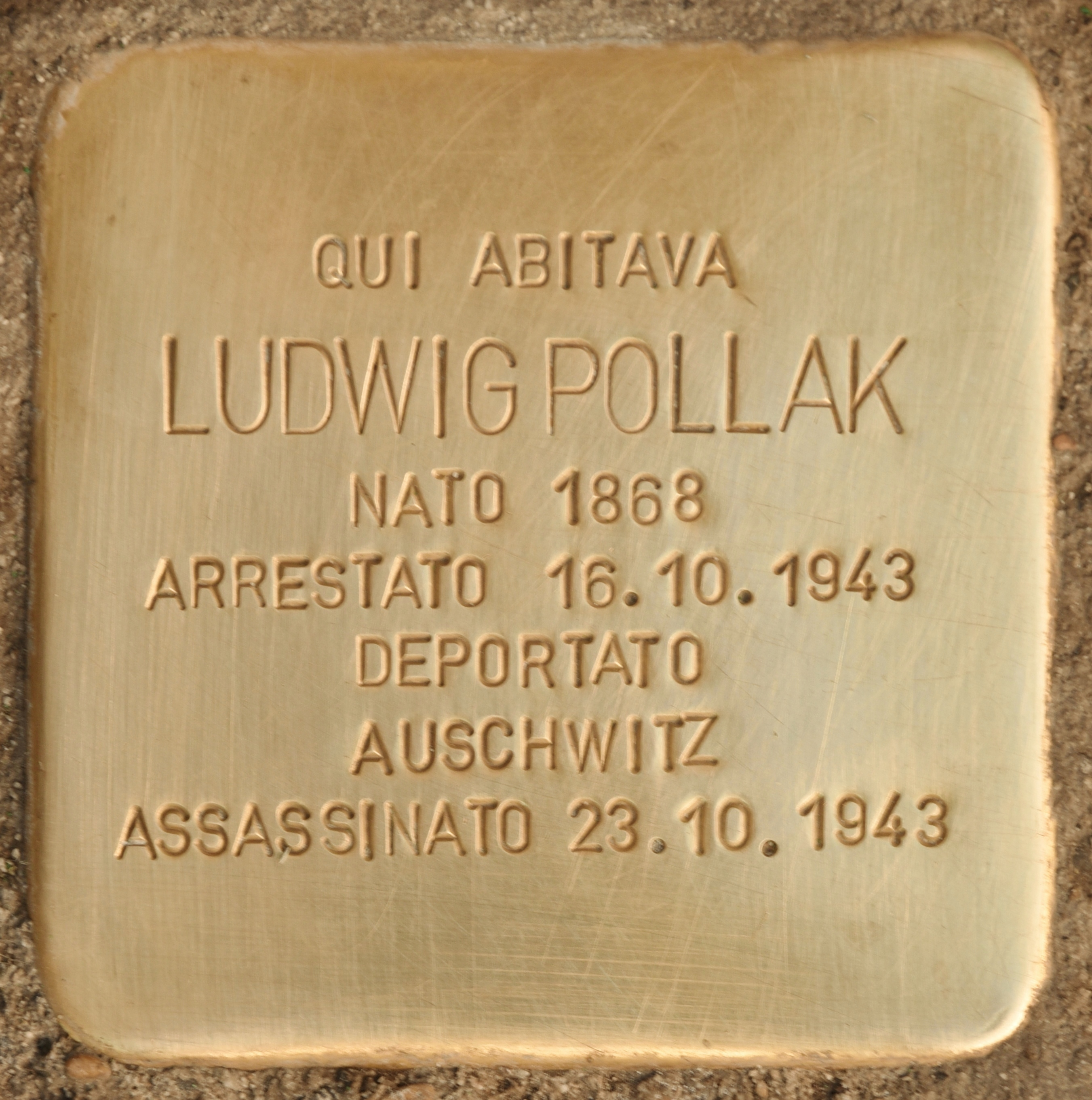
Stolperstein für Ludwig Pollak

Siehe das vollständige Schriftenverzeichnis bei Margarete Merkel Guldan: Die Tagebücher von Ludwig Pollak. Kennerschaft und Kunsthandel in Rom, 1893–1934. Wien 1988, S. 387–390.

## Literatur

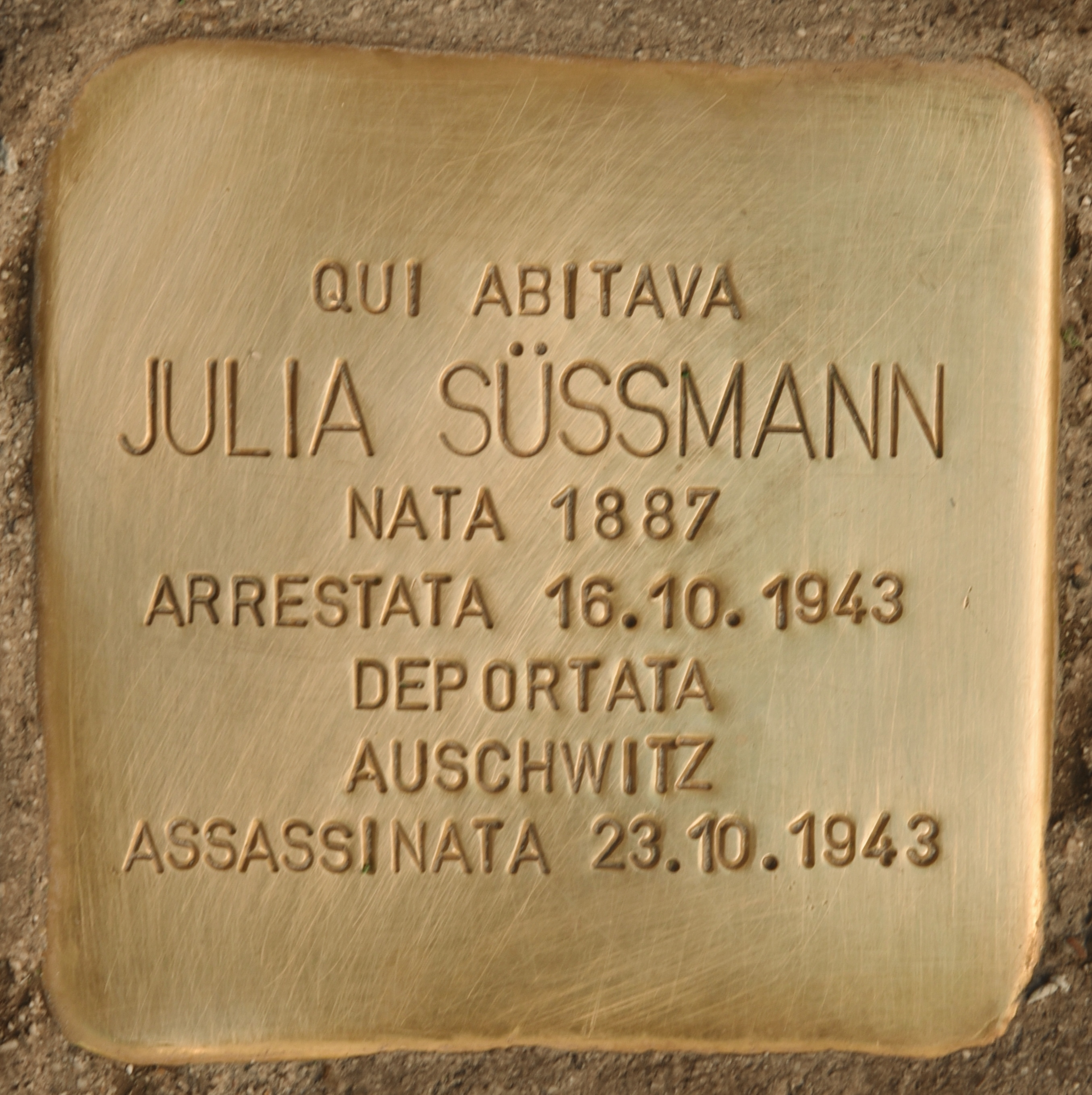
Stolperstein für Julia Süssmann-Pollak

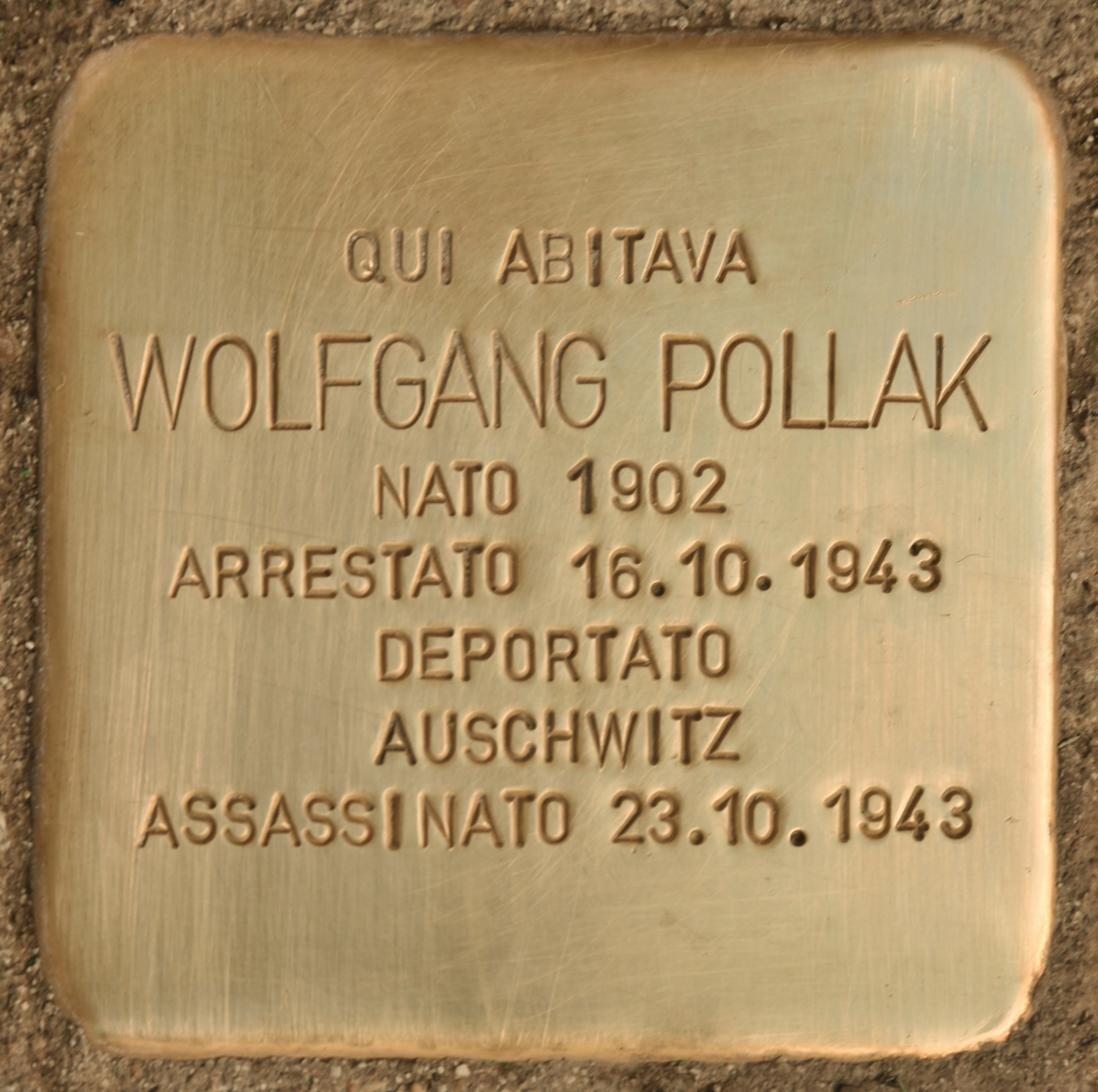
Stolperstein für Wolfgang Pollak

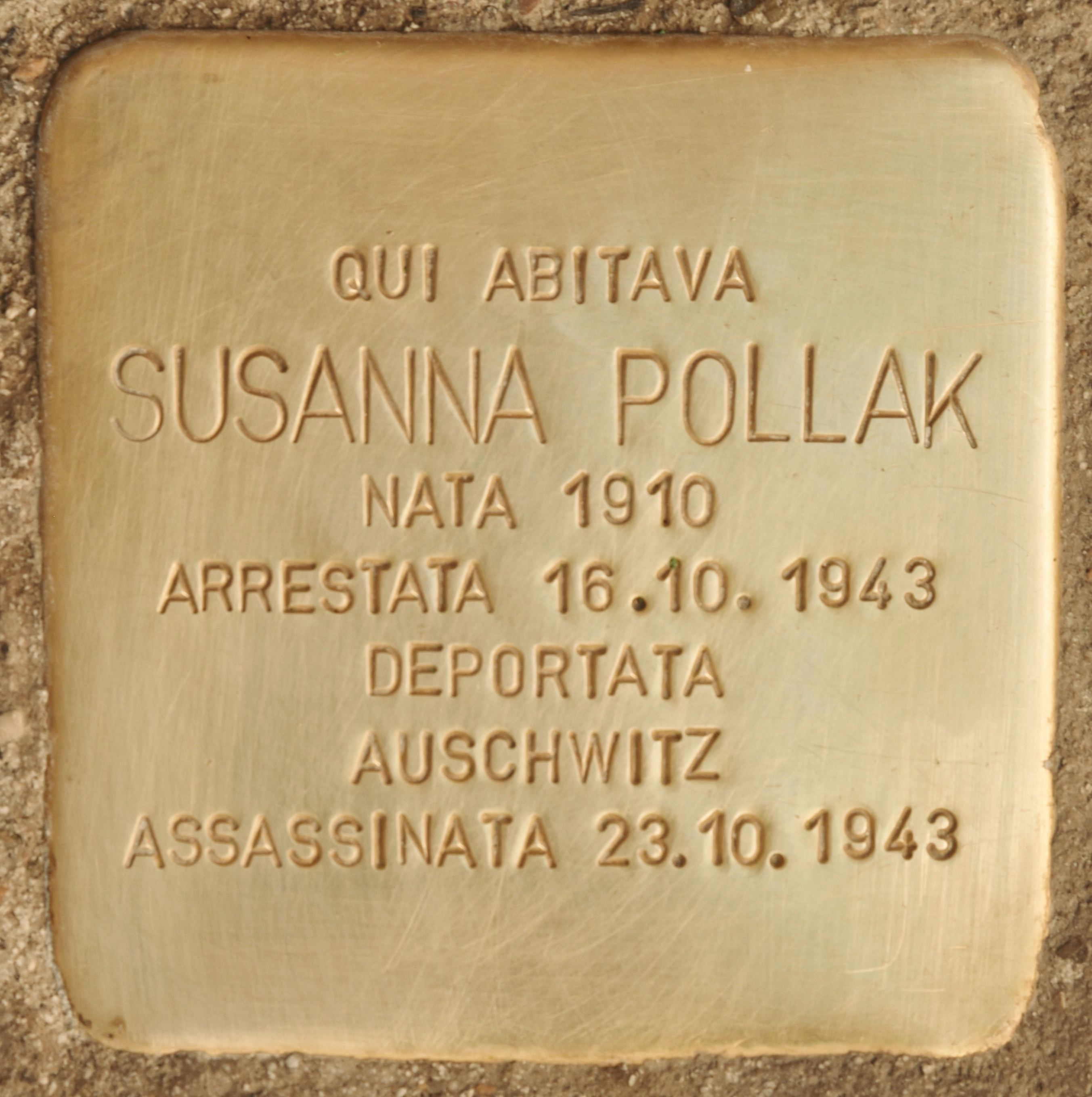
Stolperstein für Susanna Pollak

## Einzelnachweise

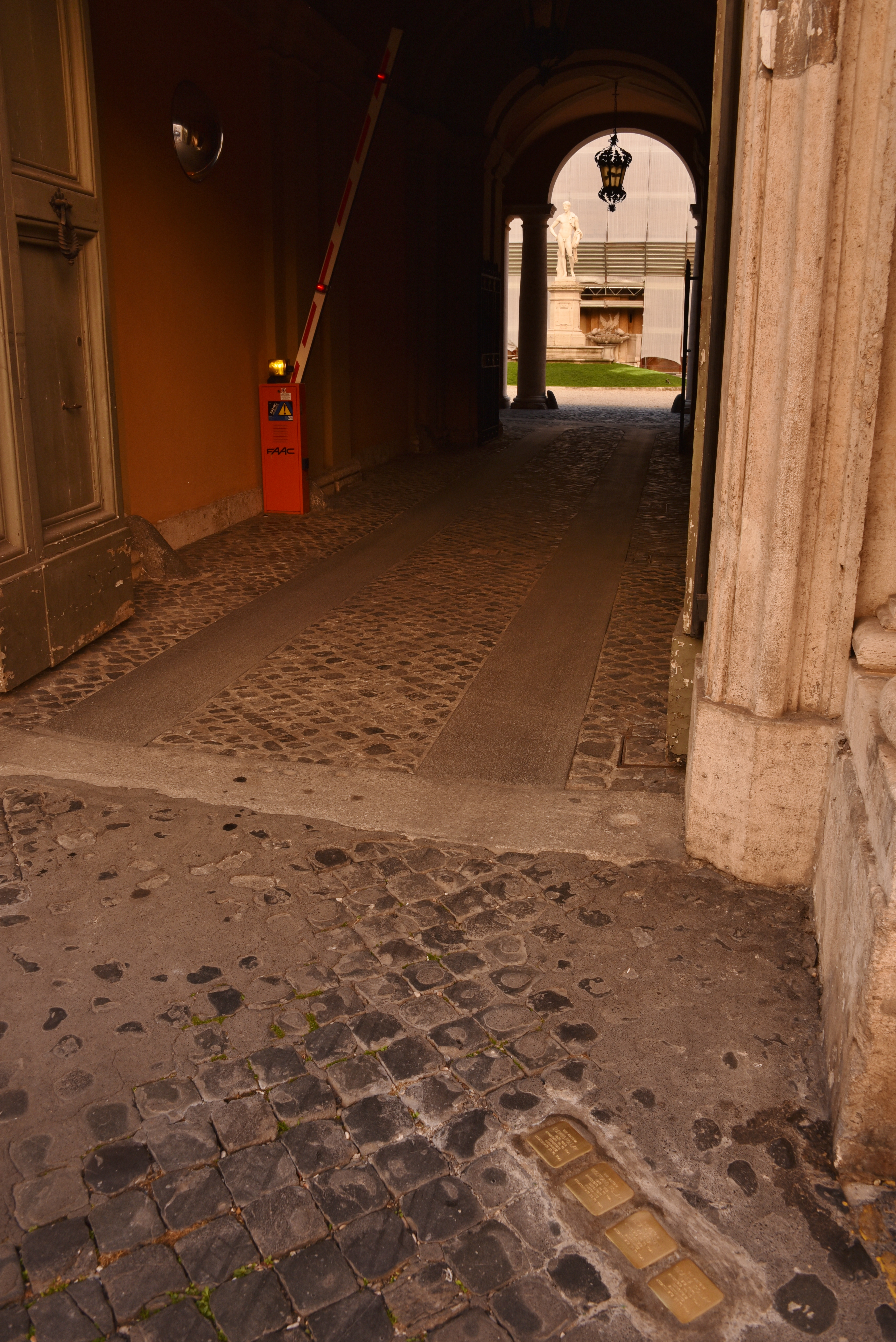
Stolpersteine der Familie Pollak in Piazza SS. Apostoli, 81